# Barisia herrerae
Barisia herrerae là một loài thằn lằn trong họ Anguidae. Loài này được Zaldîvar-Riverón & Nieto-Montes De Oca mô tả khoa học đầu tiên năm 2002.